# Distance (古内東子の曲)
「Distance」（ディスタンス）は、古内東子の3枚目のシングル。1994年4月21日にソニー・レコードからリリースされた。

## 収録曲
全作詞・作曲：古内東子  編曲：遠藤亮
1. Distance (Remix)
  - NHK「疲労回復テレビ」エンディングテーマ
2. 逢いたいから (Acoustic Ver.)
3. Distance (Remix) （オリジナル・カラオケ）